# 重力拋石機

重力投石機發射的原理示意動畫。

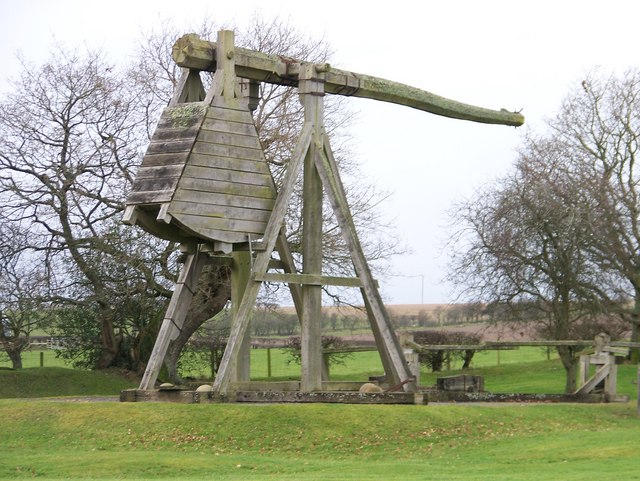
14世紀配重投石機的複製品。

重力投石機，又稱配重拋石機、回回砲、襄陽砲，伊斯蘭学者拉施德丁在《史集》中稱作法兰克砲，是一种大型投石机。本投石機主要結構為一槓桿，其一端為砲彈，一端為配重物。先用人力或獸力拉下砲彈端同時使配重端上升至高處來蓄能。發射時，放開槓桿使配重端下墜同時使砲彈上升並投射出去。

## 歷史
從人力拋石機發展而來，人力拋石机一般认为起源于中国，经阿瓦尔人最晚于6世纪传至拜占庭帝国，更强大的配重投石机最早出現在12世紀末地中海东部区域，是中世紀的一種最大型的投石機，基督教和穆斯林势力都有使用的记录，南宋時隨蒙古傳入宋國。
利用槓桿原理，一端裝有重物，而另一端裝有待發射的石彈，發射前須先將放置彈藥的一端用絞盤、滑輪或直接用人力拉下，而附有重物的另一端也在此時上升，放好石彈後放開或砍斷繩索，讓重物的一端落下，石彈也順勢拋出。
此種拋石機經由伊斯蘭地區傳入宋國而被稱作「回回砲」。到了14世紀中期，有的拋石機能拋射將近1000磅（約454公斤）重的彈體，威力巨大。
中国的抛石机长期以来的发展上，始终没有結合配重技术，一直采用比较原始的人力拽索抛石机。直到襄樊之戰的1273年蒙古以回回砲攻破南宋苦守6年的城池後，这种配重式技术才通过回回砲为中国人所知。它的威力超过了以往的人力拽索抛石机，终元一代，在战场上发挥了巨大的威力。
蒙古人远征波斯花剌子模时，發現當地有火砲，砲身以木頭製造，所用彈石重達150斤，射程近400公尺，落地时砸地深7尺，威力甚大。至元八年（1271年），元世祖遣使到波斯，向伊儿汗國宗王阿八哈徵調砲匠阿老瓦丁(Al al-Din)和亦思馬因（Ismail）。至元九年（1272年）十一月，阿老瓦丁製成回回砲，在大都午门前試射成功。咸淳九年（1273年），忽必烈派遣回回砲匠至樊城與襄陽，造砲攻城。在《史集》记载的参与攻城的回回砲手中，除了亦思馬因，还有阿老瓦丁以及两个大马士革人。元军得以渡江南下，在江南的每个战场上，《元史·阿老瓦丁传》则云回回砲是：“每战用之，皆有功”。
宋元襄樊之战中，元军即使用回回砲射中襄阳谯楼，“声如雷霆，震城中。城中汹汹，诸将多踰城降者。”，宋将吕文焕自知不敌，因此投降。至元十一年（1274年）元朝建置回回砲手总管府，以阿老瓦丁为管军总管、宣武将军，至元二十二年（1285年）改名為回回砲手军匠上万户府。南宋也曾經仿造回回砲，《宋史·兵志十一》云：“咸淳九年（1273年），沿边州郡因降式，制回回砲。有触类巧思，别置砲远出其上”。宋人郑思肖在《心史》中记载：“其回回砲法，本出回回国，甚猛于常砲”，又“其‘回回砲’甚猛于常砲，用之打入城，寺观楼阁，尽为之碎”。宋人徐霆曾經对回回砲评价说：“回回百工技艺极精，攻城之具尤精”，“攻城之具”，就是回回砲。

## 現代
2005年電影《天國王朝》可以見到重力投石機使用於戰場。
2013年的敘利亞內戰期間，有人拍攝到反抗軍在阿勒頗戰役中使用投石機，向政府軍投擲炸藥。

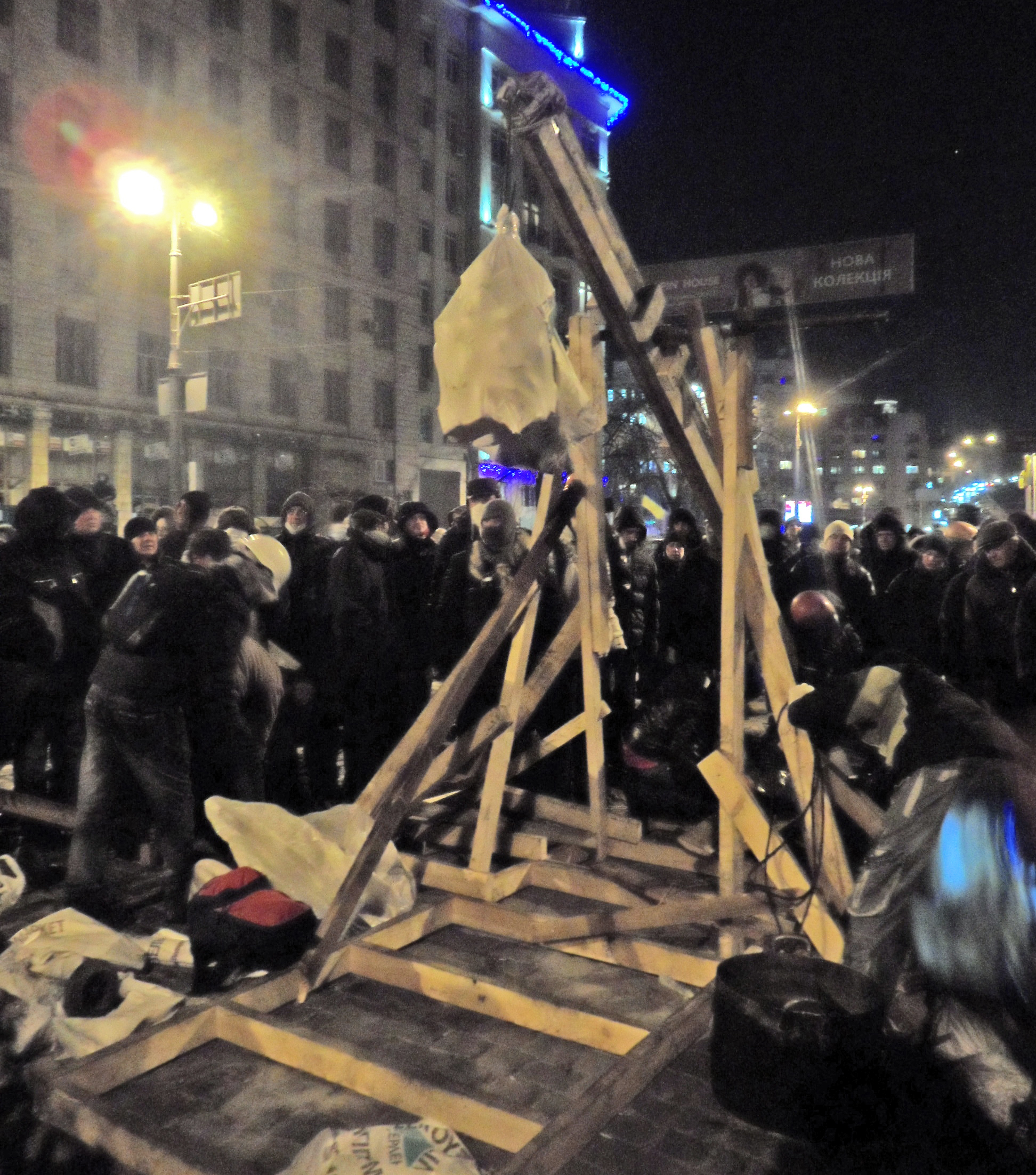
在基輔的重力拋石機

2014年的烏克蘭親歐盟示威，有民眾使用重力拋石機投擲砖头與汽油彈進行攻擊。
2024年以色列國防軍使用重力拋石機向黎巴嫩投擲燃燒彈.，目標是燒毀以色列和黎巴嫩邊界牆旁的灌木叢。